# Landsfodboldturneringen
Landsfodboldturneringen był najwyższą piłkarską klasą rozgrywkową w Danii w latach 1912–1927. Były pierwszymi rozgrywkami, w którym mogły brać udział drużyny z całej Danii. Zwycięzca Landsfodboldturneringen zostawał mistrzem tego kraju. W 1927 rozgrywki zostały zastąpione przez duńską 1. division.

## Zwycięzcy Landsfodboldturneringen
- 1912/1913: Kjøbenhavns Boldklub
- 1913/1914: Kjøbenhavns Boldklub
- 1914/1915: Nie dokończono
- 1915/1916: Boldklubben af 1893
- 1916/1917: Kjøbenhavns Boldklub
- 1917/1918: Kjøbenhavns Boldklub
- 1918/1919: Akademisk BK
- 1919/1920: Boldklubben 1903
- 1920/1921: Akademisk BK
- 1921/1922: Kjøbenhavns Boldklub
- 1922/1923: Boldklubben Frem
- 1923/1924: Boldklubben 1903
- 1924/1925: Kjøbenhavns Boldklub
- 1925/1926: Boldklubben 1903
- 1926/1927: Boldklubben af 1893

## Liczba tytułów
|   | Klub                 | Liczba tytułów |
| 1 | Kjøbenhavns Boldklub | 6              |
| 2 | Boldklubben 1903     | 3              |
| 3 | Akademisk BK         | 2              |
| 4 | Boldklubben af 1893  | 2              |
| 5 | Boldklubben Frem     | 1              |